# قباعة

أراضي قرية قباعة، 16 أبريل 2005

قباعة هي قرية فلسطينية تبعد 6 كيلومتر شرق وشمال مدينة صفد قرب طريق صفد – جسر بنات يعقوب في الجليل الأعلى. ويشكل موقعها الحالي بين واديين صغيرين موقعًا مهمًا لأغراض الدفاع عن القرية وحمايتها. وهي محصورة بين المجرى الأعلى لوادي وقاص شمالاً والمجرى الأعلى لوادي المشيرفة جنوباً.
يحيط بقباعة آثار تحتوي على مغاور وآبار وصهاريج ومدافن وصخور منحوتة، مما يدل على على أن منطقتها كانت معمورة في القديم. وتتوافر المياه الجوفية حول قباعة ولاسيما مياه الينابيع التي يستخدمها السكان لأغراض الشرب والري.
كانت قباعة قرية متراصة تتألف من نحو 60 بيتاً مبنياً من الحجر واللبن، وكان بعض بيوتها منحوتاً في الصخر. وتوسعت القرية وامتدت بفعل نموها السكاني والعمراني فشغلت مساحة 66 دونماً في أواخر عهد الانتداب. وقد ضمت قباعة في وسطها سوقاً صغيرة بالإضافة إلى مسجد ومدرسة.
بلغ مجموع مساحة الأراضي التابعة لها نحو 13,817 دونماً منها 41 دونماً للطرق والأودية. وتعتمد غالبية أراضيها الزراعية على مياه الأمطار التي تهطل بكميات كافية للزراعة، وهناك مساحات تروى بمياه عين قباعة وتنتج أصناف الخضر. وكان معظم سكانها يعملون في الزراعة، ولا سيما زراعة الأشجار المثمرة كالزيتون والعنب والتين. وتشغل الأشجار منحدرات الجبال في حين تشغل الحبوب والخضر بطون الأودية. وقد نجحت فيها زراعة البصل وتربية النحل والأغنام والمعز والبقر.
ازداد عدد سكانها من 179 نسمة في عام 1922 إلى 256 نسمة في عام 1931، ووصل عددهم إلى 460 نسمة عام 1945. وفي عام 1948 قام اليهود باحتلال قباعة وطرد سكانها العرب ودمروها.

## روابط خارجية
- قباعة ترحب بكم